# Динострат
Динострат (др.-греч. Δεινόστρατος, лат. Dinostratus, ок. 390 до н. э. — ок. 320 до н. э.) — древнегреческий математик, член Платоновской Академии, ученик Евдокса, брат математика Менехма.

Квадратриса

Папп в IV книге Математического собрания сообщает, что Динострат решил задачу о квадратуре круга с помощью квадратрисы. (Эту механическую кривую изобрёл Гиппий Элидский, решивший с её помощью задачу о трисекции угла). Динострат доказывает, что отрезок, отсекаемый квадратрисой на нижней стороне квадрата (см. рис.), так относится к стороне квадрата, как радиус окружности относится к длине дуги, составляющей четверть этой окружности.
Динострат упоминается также у Прокла Диадоха, который пишет, что они с Менехмом «сделали геометрию более совершенной». Есть основания полагать, что Динострат, как и его брат Менехм, занимался коническими сечениями. Он впервые сформулировал (на геометрическом языке) первый замечательный предел.